# Municipio de Benedict (Dakota del Sur)
El municipio de Benedict (en inglés, Benedict Township) es un municipio situado en el condado de Sanborn, Dakota del Sur, Estados Unidos. Tiene una población estimada, a mediados de 2023, de 28 habitantes.

## Geografía
La localidad está ubicada en las coordenadas 44°4′4″N 97°54′39″O / 44.06778, -97.91083. Según la Oficina del Censo, tiene una superficie de 92.89 km², correspondientes en su totalidad a tierra firme.

## Demografía
Según el censo de 2020, en ese momento había 29 personas residiendo en la localidad. La densidad de población era de 0.31 hab./km². La totalidad de los habitantes eran blancos. No había hispanos o latinos viviendo en la zona.